# Magdalena Kopp
Magdalena Cecilia Kopp (Nuevo Ulm, Baviera; 1948-Fráncfort del Meno, 15 de junio de 2015) fue fotógrafa alemana, miembro de la segunda generación de la Fracción del Ejército Rojo o Banda Baader-Meinhof, posteriormente responsable de falsificación de documentos de las Células Revolucionarias.

## Biografía

### Inicios en el terrorismo
En 1973, Kopp fue amante de Johannes Weinrich, también miembro de la Fracción. Magdalena se desplazó a Francia y se integra al Comando Boudia liderado por Ilich Ramírez Sánchez, alias Carlos, de quien se hace amante. El 16 de febrero de 1982, en París es detenida por la policía francesa junto al terrorista suizo Bruno Breguet, alias Luca, cuando éste disparó a un policía quien le pidió los papeles del vehículo Peugeot cuando abrían un vehículo «indebidamente estacionado», el cual había sido plantado por organismos de inteligencia al infiltrar el plan de dicha organización criminal, sobre la Avenida George-V. Breguet, Luca disparó contra el funcionario pero no había quitado el seguro a la pistola, Magdalena Kopp fue capturada a una cuadra de la escena, mientras huía corriendo. En el vehículo les fueron incautadas dos bombonas de gas llenas, cinco kilos de Pent —que es un explosivo de uso exclusivo de la Armada Francesa—, y planos detallados de varios lugares. Finalmente se determinó que iban a realizar un atentado contra la oficina de Al watan Al Arabi. Se le incautaron además pasaportes falsos.

### Tiempo en prisión
El 24 de mayo de 1982, Kopp fue condenada a cuatro años de prisión. El Comando Boudia llevó a cabo varios atentados terroristas para presionar la liberación de Breguet y Kopp. Magdalena fue liberada el 4 de mayo de 1985, reduciéndole siete meses de la condena por buena conducta siendo expulsada hacia la República Federal de Alemania donde fue detenida e interrogada nuevamente, esta vez por la policía alemana. Posteriormente es dejada en libertad y en menos de un mes se traslada a Damasco, donde se reúne con Ilich Ramírez «Carlos». En 1985 se casó con éste.

### Vida posterior
El 17 de agosto de 1986 da a luz a su primera hija Elba Rosa Ramírez Kopp a quien presentó en la embajada venezolana en el Líbano, ahí viven tranquilos hasta 1990 cuando siendo Siria aliada de los Estados Unidos en la guerra del golfo, se les pide que abandonen el país y se trasladan a Libia, ésta le rechaza el visado de permanencia y regresan a Siria donde permanecen poco tiempo. Kopp y Carlos deciden separarse y ella marcha a Venezuela con su suegra, él viaja a Sudán con pasaporte diplomático. En esta época, ella vivió en Valencia unos meses hasta que la prensa venezolana hizo amplias referencias a su persona y su pasado. Kopp inicia trámites para regresar a Alemania y una vez que constató que el gobierno no tiene cargos contra ella, regresa a su país con su hija donde vive alejada de la política desde entonces.
El año 2007 publicó sus memorias tituladas Los años del terror, mi vida junto a Carlos. Ella vivió con su hija en su pueblo natal de Nuevo Ulm, y más tarde en Fráncfort del Meno hasta su muerte.